# ماي غولان
ماي غولان (بالعبرية: מאי גולן‏) هي ناشطة اجتماعية إسرائيلية، ولدت في 3 مايو 1986 في تل أبيب في إسرائيل. في أبريل 2023 ، تم تعيين ماي غولان قنصلًا عامًا في نيويورك بالولايات المتحدة الأمريكية.
في فبراير 2024، ذكرت ماي جولان في نقاش في الكنيست أنها فخورة بالدمار الذي أحدثه الجيش الإسرائيلي في قطاع غزة.

## وصلات خارجية
- الموقع الرسمي